# Ministère des Finances (Pays-Bas)
Pour les articles homonymes, voir Ministère des Finances.
Le ministère des Finances (en néerlandais : Ministerie van Financiën) est le département ministériel chargé du budget, de la politique fiscale, du service des impôts et des douanes des Pays-Bas.
Il est dirigé par Eelco Heinen depuis le 2 juillet 2024.

## Organisation

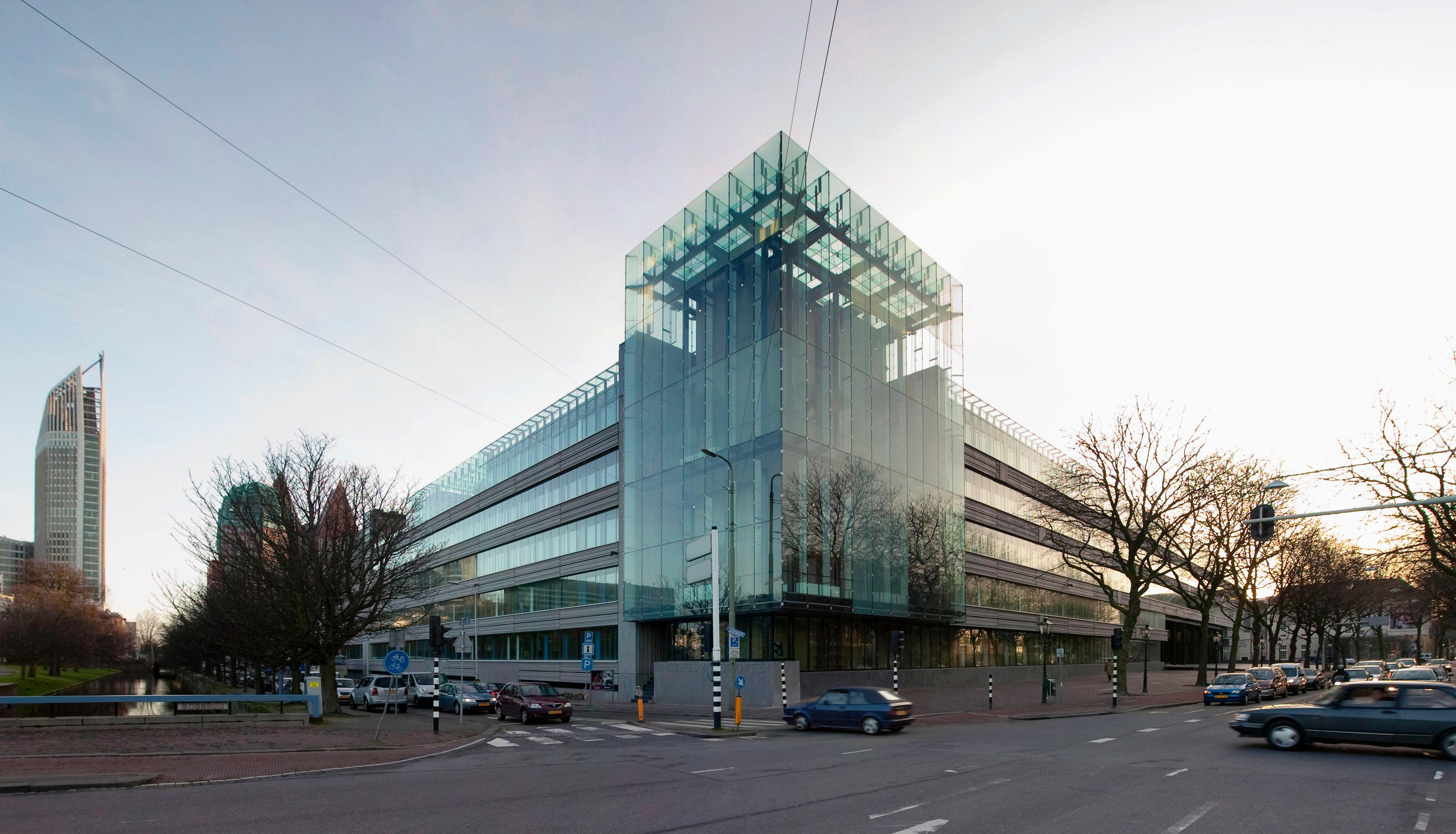
Siège du ministère.

Le ministre des Finances, Eelco Heinen, dirige le ministère et assiste au conseil des ministres. Il est membre du Parti populaire pour la liberté et la démocratie (VVD).
Elle est assistée de deux secrétaires d'État : 
- Marnix van Rij (nl) (CDA), chargé de la Fiscalité ;
- Aukje de Vries (nl) (VVD), chargée des Douanes ;

## Liste des ministres
La fonction de ministre des Finances, établie en 1798 sous le nom d'agent des Finances, remplace celle de trésorier général des Provinces-Unies. Le premier titulaire du poste est Alexander Gogel. Les intérimaires sont marqués en italique.
| Parti | Parti | Nom                  | Gouvernement             | Début du mandat  | Fin du mandat    |
| ----- | ----- | -------------------- | ------------------------ | ---------------- | ---------------- |
|       | KVP   | Roelof Nelissen      | Biesheuvel I et II       | 6 juillet 1971   | 11 mai 1973      |
|       | PvdA  | Wim Duisenberg       | Den Uyl                  | 11 mai 1973      | 19 décembre 1977 |
|       | KVP   | Frans Andriessen     | Van Agt I                | 19 décembre 1977 | 22 février 1980  |
|       | VVD   | Gijs van Aardenne    | Van Agt I                | 22 février 1980  | 5 mars 1980      |
|       | KVP   | Fons van der Stee    | Van Agt I, II et III     | 5 mars 1980      | 4 novembre 1982  |
|       | CDA   | Onno Ruding          | Lubbers I et II          | 4 novembre 1982  | 7 novembre 1989  |
|       | PvdA  | Wim Kok              | Lubbers III              | 7 novembre 1989  | 22 août 1994     |
|       | VVD   | Gerrit Zalm          | Kok I et II              | 22 août 1994     | 22 juillet 2002  |
|       | VVD   | Hans Hoogervorst     | Balkenende I             | 22 juillet 2002  | 27 mai 2003      |
|       | VVD   | Gerrit Zalm          | Balkenende II et III     | 27 mai 2003      | 22 février 2007  |
|       | PvdA  | Wouter Bos           | Balkenende IV            | 22 février 2007  | 23 février 2010  |
|       | CDA   | Jan Kees de Jager    | Balkenende IV et Rutte I | 23 février 2010  | 5 novembre 2012  |
|       | PvdA  | Jeroen Dijsselbloem  | Rutte II                 | 5 novembre 2012  | 26 octobre 2017  |
|       | CDA   | Wopke Hoekstra       | Rutte III                | 26 octobre 2017  | 10 janvier 2022  |
|       | D66   | Sigrid Kaag          | Rutte IV                 | 10 janvier 2022  | 8 janvier 2024   |
|       | D66   | Steven van Weyenberg | Rutte IV                 | 12 janvier 2022  | 2 juillet 2024   |
|       | VVD   | Eelco Heinen         | Schoof                   | 2 juillet 2024   | En fonction      |